# Neumichtis spumigera
Neumichtis spumigera är en fjärilsart som beskrevs av Achille Guenée 1852. Neumichtis spumigera ingår i släktet Neumichtis och familjen nattflyn. Inga underarter finns listade i Catalogue of Life.